# Salawat Alexandrowitsch Schtscherbakow

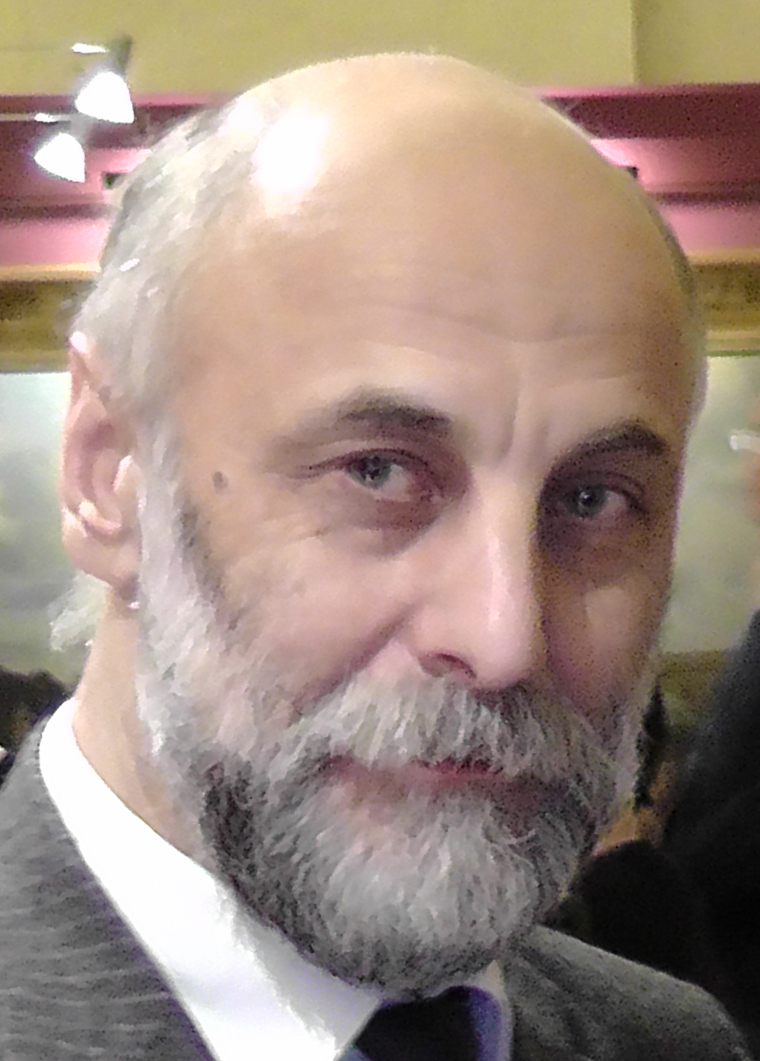
Salawat A. Schtscherbakow

Salawat Alexandrowitsch Schtscherbakow (russisch Салава́т Алекса́ндрович Щербако́в; baschkirisch Щербаков Салауат Александрович, * 17. Januar 1955 in Moskau) ist ein russischer Bildhauer.

## Leben und Werk
Schtscherbakow ist Professor sowie Mitglied der Russischen Kunstakademie und seit 2011 Volkskünstler der Russischen Föderation.
Er schuf zahlreiche Denkmäler in Moskau wie z. B. das Denkmal für Zar Alexander I. im Alexandergarten oder das monumentale, 17 Meter hohe Denkmal für Wladimir I. sowie in anderen russischen Städten u. a. in Sankt Petersburg, Chabarowsk, Gorno-Altaisk, Kaliningrad und Simferopol, wo sich das Denkmal für die „Höflichen Menschen“ befindet.
Zu seinen Werken außerhalb Russlands zählen u. a. das Denkmal für Louise von Baden in Baden-Baden, das Geidar-Alijew-Denkmal in Baku und das Siegesdenkmal in Netanja. Außerdem schuf Schtscherbakow eine Reihe von Büsten und Gedenktafeln.

## Werke (Auswahl)

### Russland
- Melnikow-Denkmal am Komsomolskaja-Platz, Moskau (2003)
- Schuchow-Denkmal am Boulevardring, Moskau (2008)
- Koroljow-Denkmal an der Kosmonautenallee, Moskau (2008)
- Stolypin-Denkmal beim Weißen Haus, Moskau (2012)
- Hermogenus-Denkmal im Alexandergarten, Moskau (2013)
- Denkmal für Zar Alexander I. im Alexandergarten, Moskau (2014)
- Denkmal für Flieger der Fernfliegerkräfte im Frauenfeld-Stadtpark an der Großen Pirogowskaja-Straße, Moskau (2014)
- Denkmal für Wladimir I. am Borowitzkaja-Platz, Moskau (2016)
- Kalaschnikow-Denkmal am Gartenring, Moskau (2017)
- Hauptkirche der russischen Streitkräfte (2019), Außenskulpturen an der Fassade

### International
- Geidar-Alijew-Denkmal in Baku (2005)
- Denkmal für Elisabeth Alexejewna (Jelisaweta Alexejewna) in Baden-Baden (2008)
- Siegesdenkmal in Netanja (2012)
- Denkmal für die „Höflichen Menschen“, Simferopol (2016)

## Bildergalerie

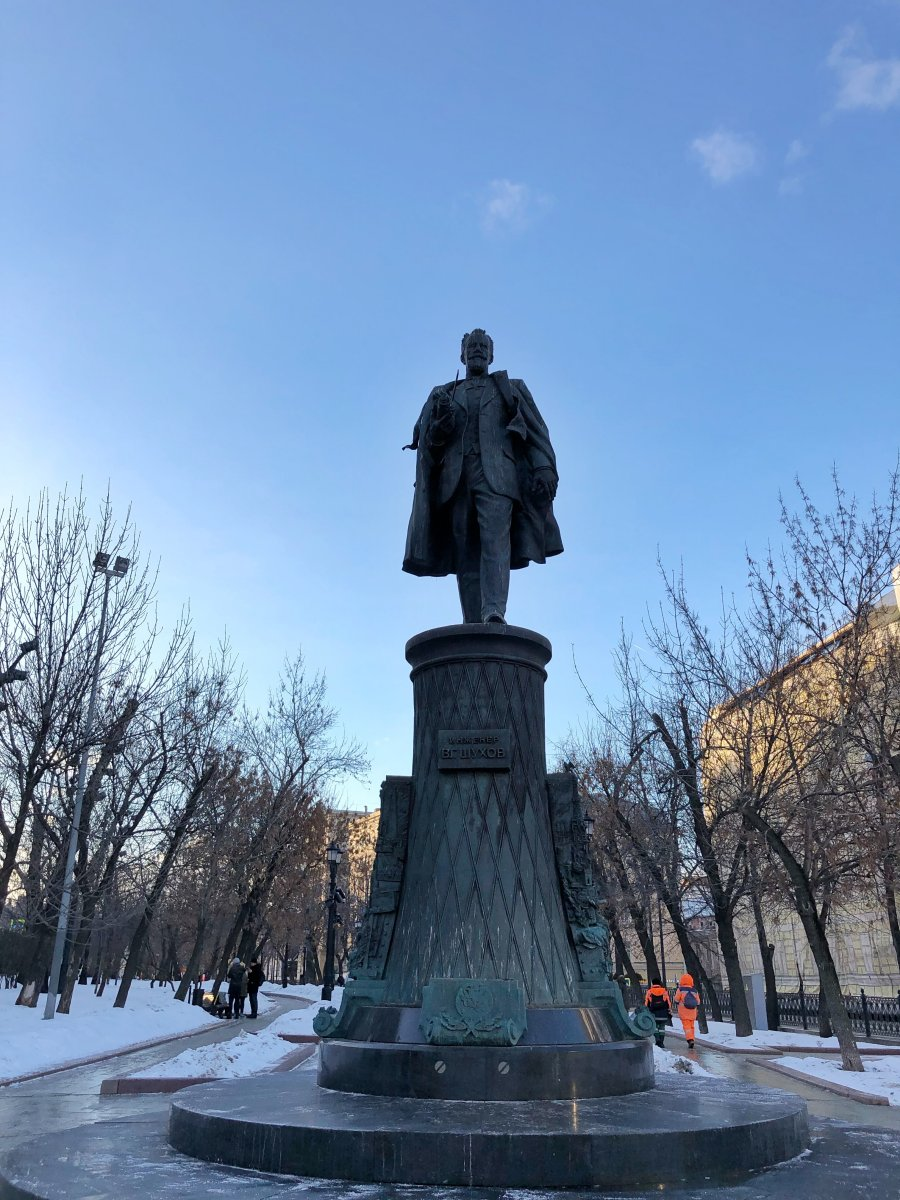
Schuchow-Denkmal
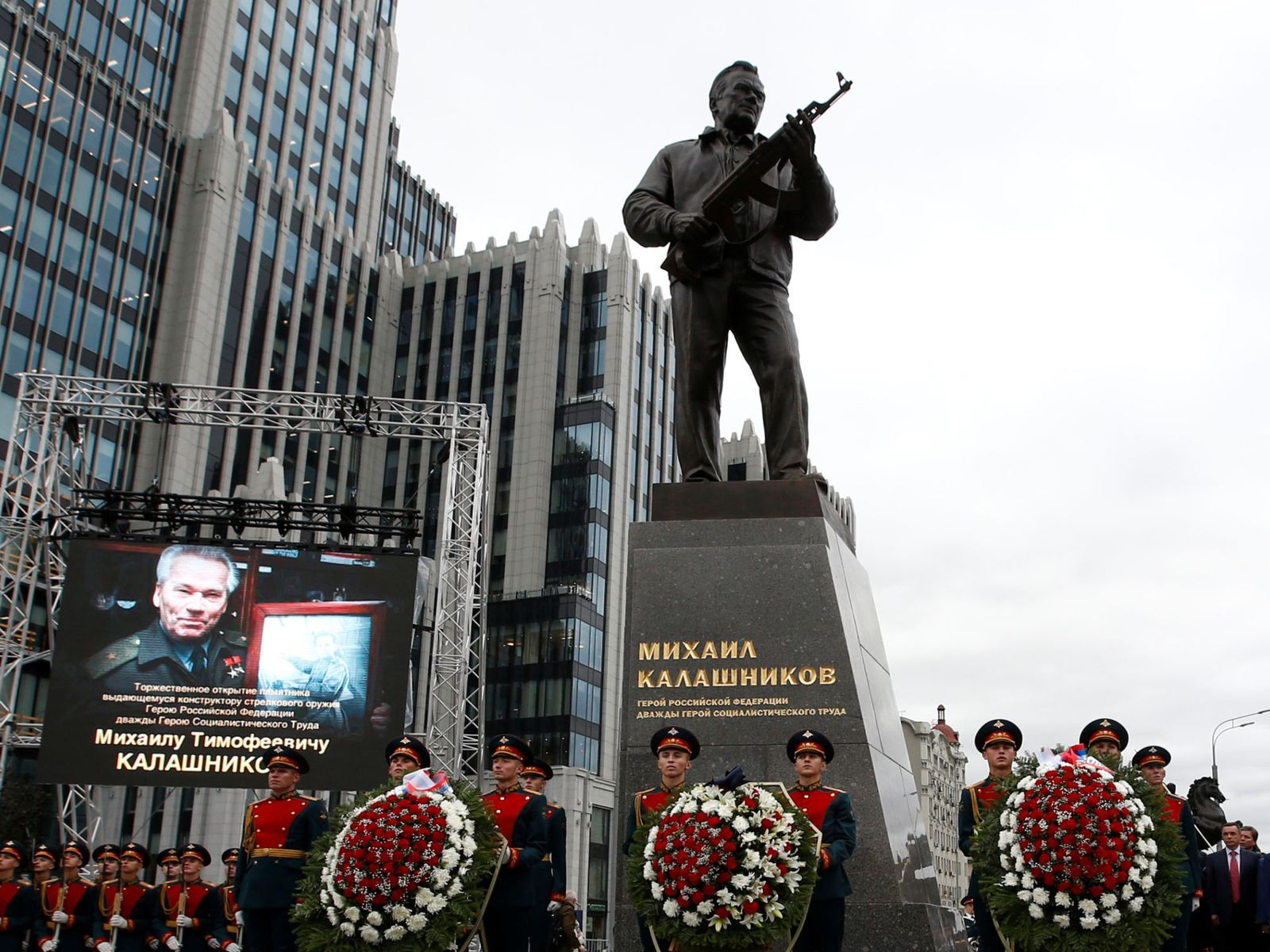
Kalaschnikow-Denkmal
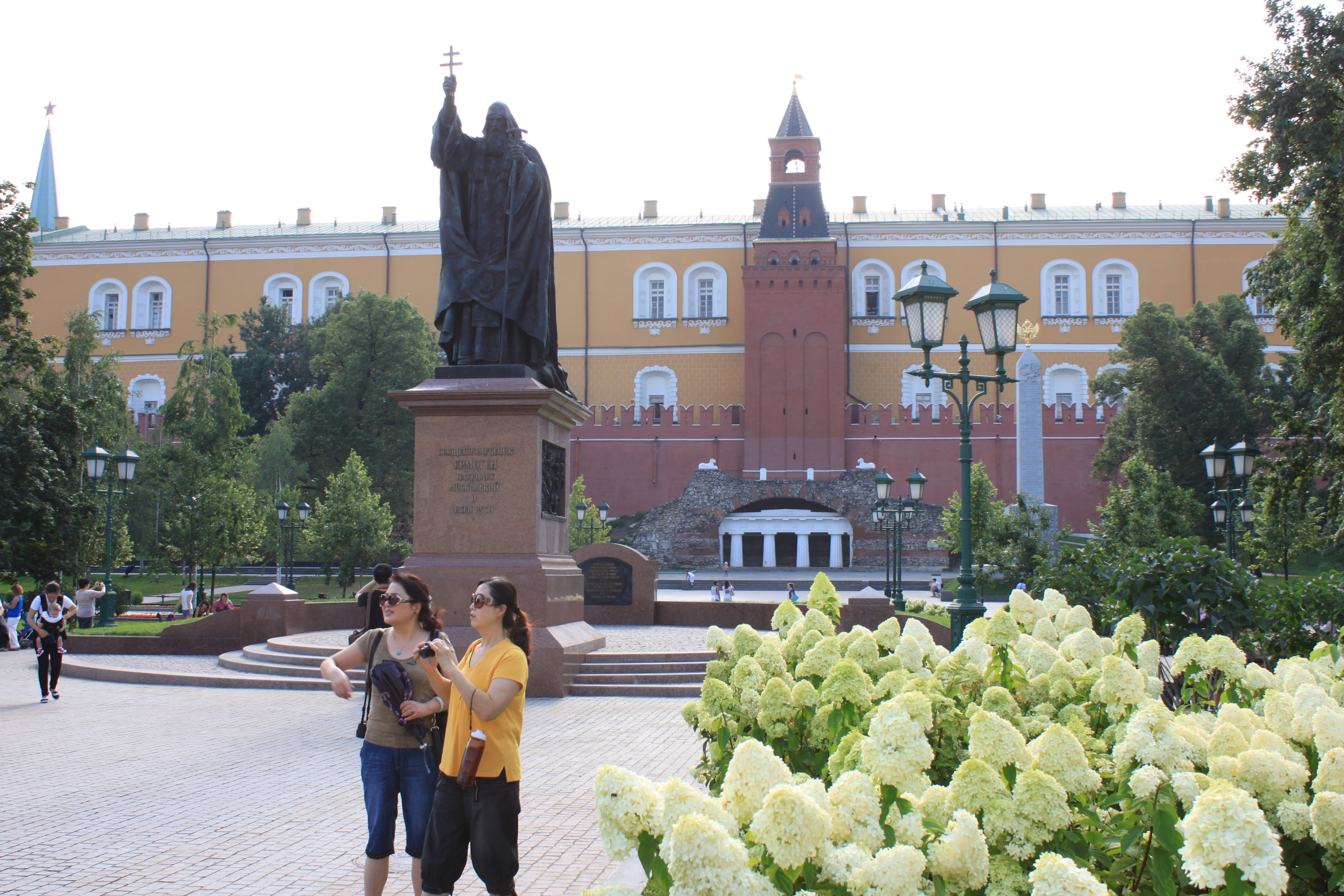
Hermogenus-Denkmal
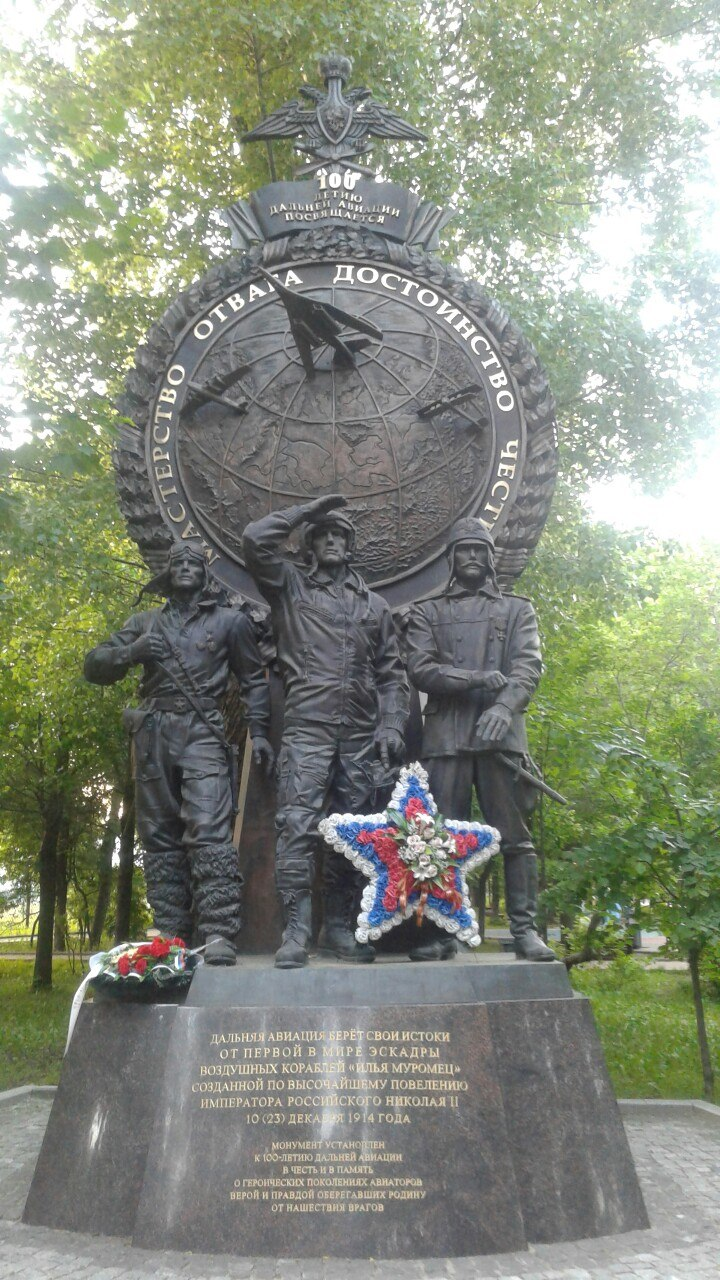
Fernfliegerkräfte-Denkmal
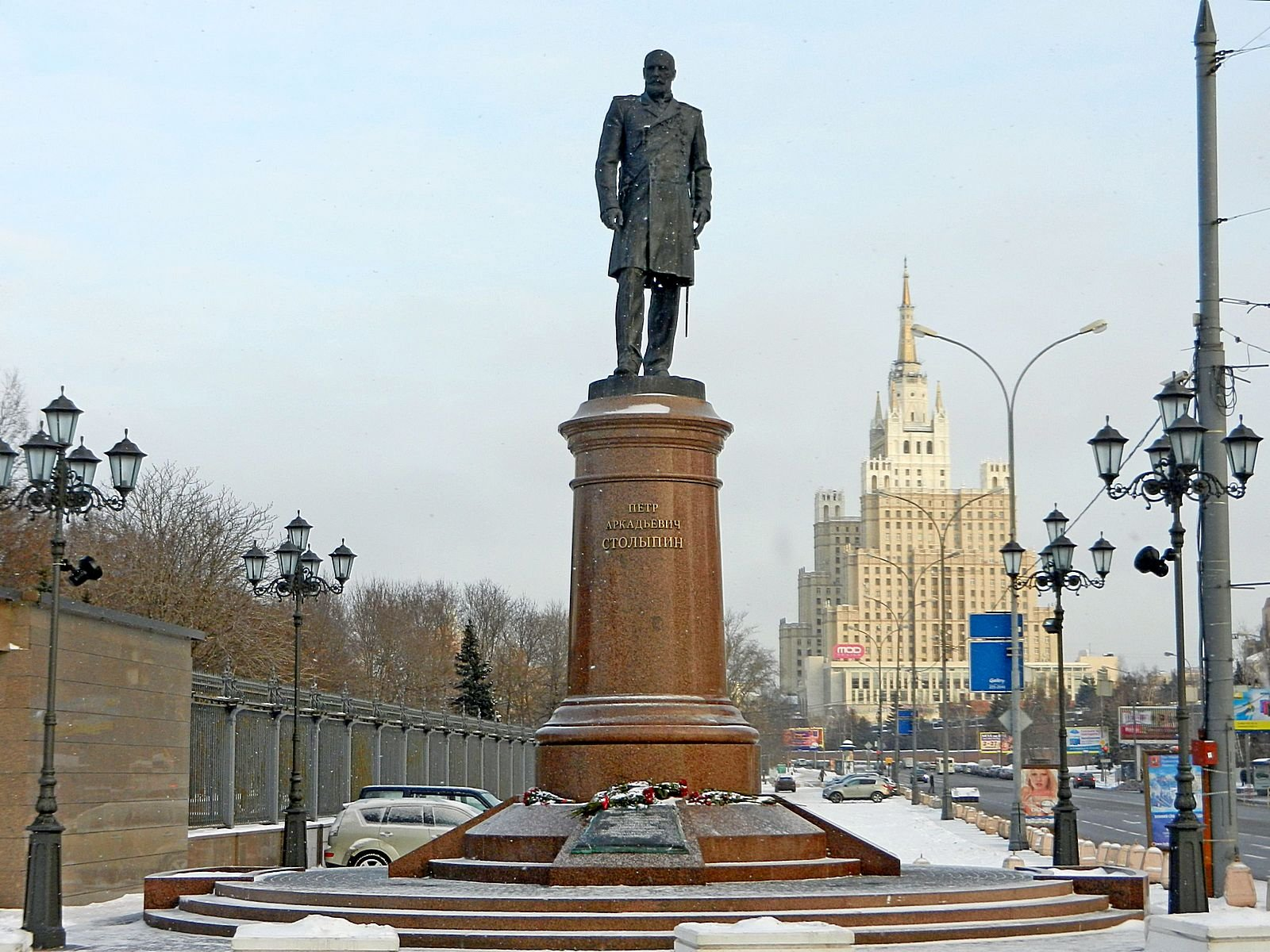
Stolypin-Denkmal
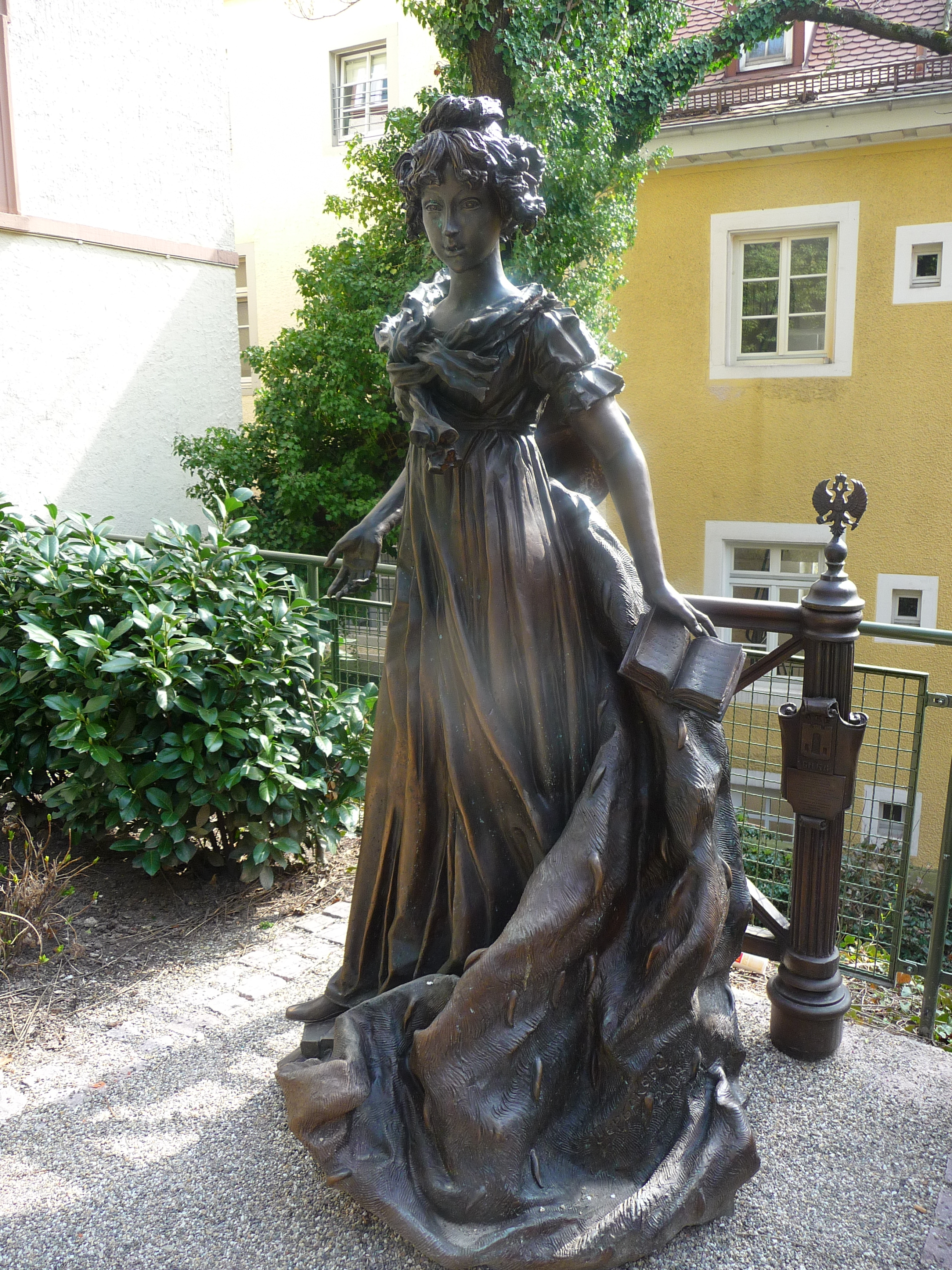
Denkmal für Louise von Baden

| Personendaten    | Personendaten                              |
| ---------------- | ------------------------------------------ |
| NAME             | Schtscherbakow, Salawat Alexandrowitsch    |
| ALTERNATIVNAMEN  | Щербаков, Салават Александрович (russisch) |
| KURZBESCHREIBUNG | russischer Bildhauer                       |
| GEBURTSDATUM     | 17. Januar 1955                            |
| GEBURTSORT       | Moskau                                     |